# Corydalis repens
Corydalis repens är en vallmoväxtart som beskrevs av Mandl och Muehld.. Corydalis repens ingår i släktet nunneörter, och familjen vallmoväxter. Inga underarter finns listade i Catalogue of Life.